# Synagoga Moszka i Chaima Goldbergów w Łodzi
Synagoga Moszka i Chaima Goldbergów w Łodzi – prywatny dom modlitwy znajdujący się w Łodzi przy ulicy Staro-Zarzewskiej 35.
Synagoga została zbudowana w 1903 roku z inicjatywy Moszka i Chaima Goldbergów. Podczas II wojny światowej hitlerowcy zdewastowali synagogę.